# Martinsville Speedway
Martinsville Speedway é um autódromo oval localizado na cidade de Martinsville no estado norte-americano da Virgínia.
É um dos menores circuitos da NASCAR junto com o de Bristol, possui 0.526 milhas ou 847 metros de extensão com inclinações de 12 graus nas curvas e capacidade para 65 mil pessoas. Recebe provas da NASCAR Sprint Cup e Camping World Truck Series.